# HD 193329
HD 193329 è una stella arancione di magnitudine 6,06 situata nella costellazione dell'Aquila. Dista 406 anni luce dal sistema solare.

## Osservazione
Si tratta di una stella situata nell'emisfero celeste australe, ma molto in prossimità dell'equatore celeste; ciò comporta che possa essere osservata da tutte le regioni abitate della Terra senza alcuna difficoltà e che sia invisibile soltanto molto oltre il circolo polare artico. Nell'emisfero sud invece appare circumpolare solo nelle aree più interne del continente antartico. La sua magnitudine pari a 6,1 la pone al limite della visibilità ad occhio nudo, pertanto per essere osservata senza l'ausilio di strumenti occorre un cielo limpido e possibilmente senza Luna.
Il periodo migliore per la sua osservazione nel cielo serale ricade nei mesi compresi fra fine giugno e novembre; da entrambi gli emisferi il periodo di visibilità rimane indicativamente lo stesso, grazie alla posizione della stella non lontana dall'equatore celeste.

## Caratteristiche fisiche
La stella appartiene alla classe spettrale K0; possiede una magnitudine assoluta di 0,59 e la sua velocità radiale negativa indica che la stella si sta avvicinando al sistema solare.